# Dans ton kulte
Albums de Raoul Petite
Rire c'est pas sérieux
(1998) Yes Futur ?

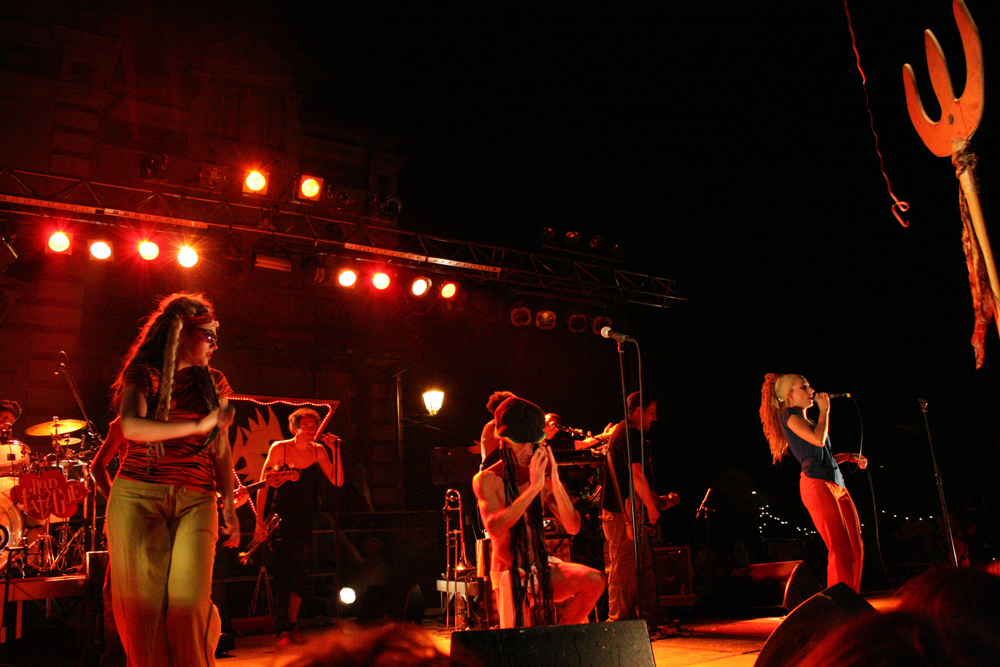
Fouidom interprété en concert en 2007

Dans ton kulte est un album du groupe Raoul Petite sorti en 2003.

## Liste des titres
1. Faut y aller (3:32)
2. Fouidom (3:51)
3. Georges Cloné (3:47)
4. Sultan (4:28)
5. Dans ton kulte (3:42)
6. Bull is dead (3:46)
7. Mort Mâché (3:54)
8. les poules (1:34)
9. Le muet (3:35)
10. L'assassin (4:32)
11. Molosse (4:16)
12. Twé Twiste (4:18)
13. You got no woman (3:25)
14. Cé Fini (2:02)

## Personnel
- Carton (Christian Picard) : chant.
- Irène Porcu : chant.
- Juliette Masse : chant.
- Cathy Casy : chant.
- Alain Nicolas : clavier.
- Marc Ceccaldi : guitare.
- Frédéric Simbolotti : basse.
- Steph Boutier : batterie.
- Christophe Jullian, alias "Mario": trompette.
- Raphaël André, alias "Rémon": trombone.